# Juberlan de Oliveira
Juberlan Francisco de Barros Oliveira (Duque de Caxias, 17 de setembro de 1949) é um político, professor, educador e escritor brasileiro.

## Biografia
Filho de João de Oliveira (ex-pracinha da Força Expedicionária Brasileira, que lutou nos campos de batalha durante a 2ª Guerra Mundial, na Itália, combatendo as tropas alemães) e Therezinha de Barros Oliveira. Tiveram 6 filhos. Fundaram em 16 de setembro de 1945, o Colégio Casimiro de Abreu, do qual, Juberlan é um de seus diretores, assim como seus irmãos, Maria Aparecida da Silva Oliveira e Getúlio de Barros Oliveira.
Foi o primeiro prefeito eleito após a Ditadura Militar que colocou Duque de Caxias sob área de Segurança Nacional, sendo os prefeitos militares, interventores. Nascido e criado no bairro de Vila Meriti.
Para ser prefeito, Juberlan de Oliveira venceu, nas eleições de 1984, o seu mais forte concorrente, o deputado estadual Silvério do Espírito Santo, do PMDB.
O Prefeito Juberlan de Oliveira requereu licença por um período de 30 dias do cargo de Prefeito para tratar da saúde de seu filho, que é deficiente auditivo, nos Estados Unidos, assumindo o cargo como Prefeito interino de Duque de Caxias, o seu vice, o advogado Wilson Gonçalves que assinou diversos Decretos, Atos Administrativos, reformas de escolas e diversas obras.
Antes de ser prefeito, foi vereador de 1976 a 1982 e deputado estadual de 1º de fevereiro de 1983 a 1984. Foi titular, ainda, das Secretarias de Educação e Cultura de Duque de Caxias e Nova Iguaçu. É bacharel e licenciado em História Natural pela UGF e em direito pela UFRJ-UGF, doutorando em Ciências da Educação pela Universidad Nacional de Cuyo (Argentina), mestrado em Educação/Administração Escolar pela UFRJ e pós-graduado em Educação Comparada e em Biologia do Desenvolvimento (ambos pela UFRJ) e em Direito Público/Constitucional/Administrativo e Tributário pela UES.
Como escritor, publicou os seguintes livros: Com Meus Olhos - Ed. Luana; Sol de Inverno - Editora Silva Barros; Sensibilidades - Editora Casimiro e Momentos - Companhia dos Autores Associados, lançado em 5 de junho de 2013.